# Anne Drysdale
Anne Drysdale, född 1792, död 1853, var en australiensisk kolonisatör. Hon föddes i Kirkcaldy i Skottland och emigrerade till Australien i mars 1840. Hon intar en särplats i den meningen att kvinnor normalt inte brukade emigrera till Australien ensamma och själva upprätta en egen domän och sköta den.  
Hon har gett namn åt orten Drysdale när Geelong i delstaten Victoria.